# غروس
غروس بلدية تابعة دائرة الهاشم ولايةمعسكر تقع بين عين فرس وزهانة يقطنها حوالي 3,088 نسمة